# Myrcinus octispinus
Myrcinus octispinus är en bönsyrseart som beskrevs av Carl Stål 1877. Myrcinus octispinus ingår i släktet Myrcinus och familjen Mantidae. Inga underarter finns listade i Catalogue of Life.